# 提頓尼亞 (愛達荷州)
提頓尼亞（英語：Tetonia）是一個位於美國愛達荷州提頓縣的城市。

## 地理
提頓尼亞的座標為43°48′50″N 111°09′35″W / 43.81389°N 111.15972°W，而該地的平均海拔高度為1863米（即6047英尺）。

## 人口
根據2010年美國人口普查的數據，提頓尼亞的面積為1.46平方千米，當中陸地面積為1.46平方千米，而水域面積為0.00平方千米。當地共有人口269人，而人口密度為每平方千米184.25人。